# Museu Nacional d'Irlanda
El Museu Nacional d'Irlanda (gaèlic irlandès Museu Nacional d'Irlanda) és el principal museu de la República d'Irlanda. Té tres centres en Dublín i Mayo, amb una gran èmfasi en art, cultura i història natural irlandesa.

## Arqueologia
La secció d'Arqueologia i Història a Kildare Street inclou el Calze d'Ardagh, el Calze de Derrynaflan, i el Fermall de Tara, uns dels més famosos exemples de treball en metall de l'alta edat mitjana a Irlanda, així com ornaments prehistòrics de l'edat del bronze a Irlanda. Moltes d'aquestes peces van ser trobades al Segle XIX per treballadors camperols i agricultors, quan l'expansió de la població va portar al cultiu de terra que no havia estat tocada des de l'edat mitjana. De fet, va anar només per la intervenció de George Petrie de la Reial Acadèmia d'Irlanda, i individus de ment similar de la Royal Society of Antiquaries of Ireland, que molt del treball en metall no va acabar sent fos pel valor instrínsec dels seus materials, com freqüentment passava malgrat els seus esforços. Els Museus d'ambdues institucions van formar la base per a la secció d'Arqueologia i Història del Museu a Kildare Street. Aquest és el lloc original on va obrir en 1890 com el Dublin Museum of Science and Art. Aquest lloc també incloïa Leinster House fins a 1922, ara llar dels Oireachtas.

## Arts Decoratives i Història

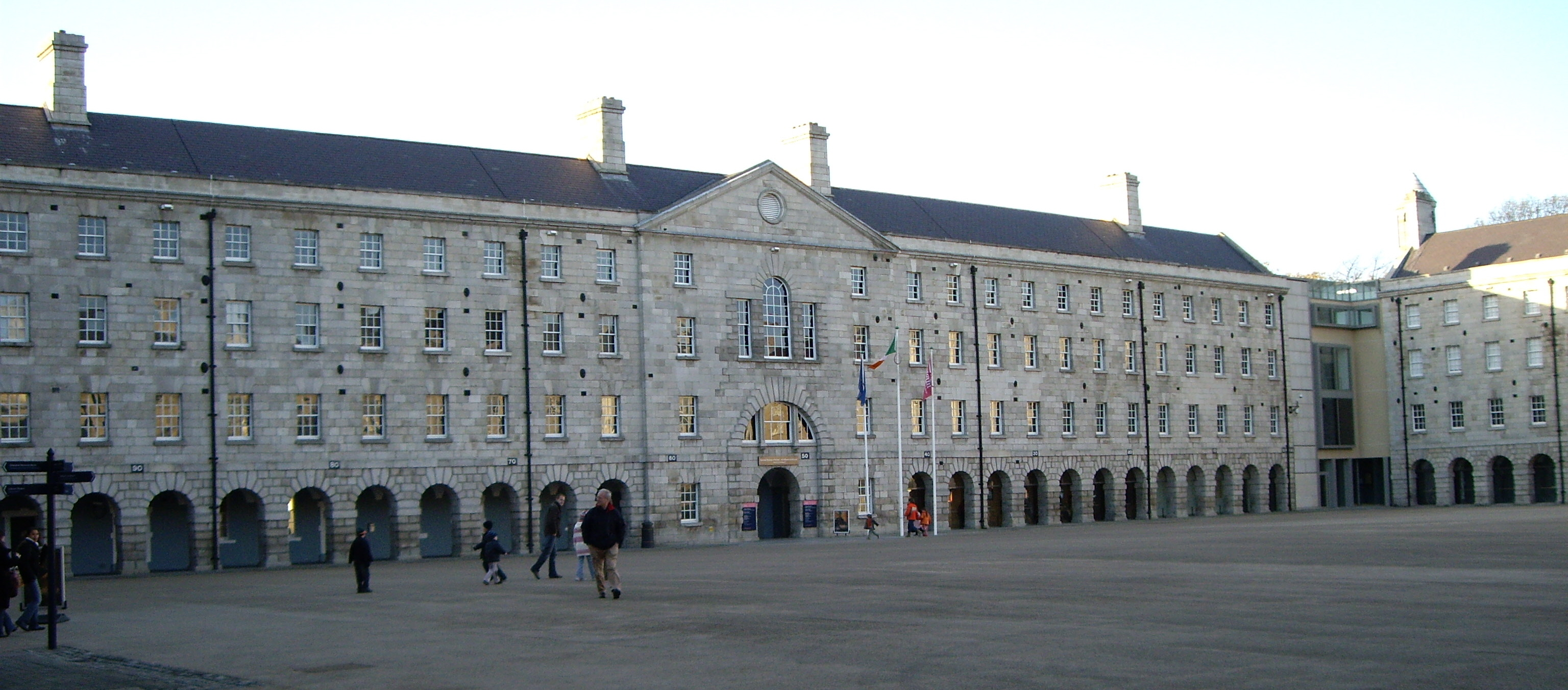
Pati principal de les Casernes Collins.

La secció d'Arts Decoratives i Història, inclòs el Gran Segell de l'Estat Lliure d'Irlanda, forma part de la col·lecció allotjada a les Casernes Collins, una antiga caserna militar que va rebre el seu nom per Mícheál Ó Coileáin en 1922. Aquest lloc va obrir en 1997 i també hi ha el centre administratiu del museu, una tenda i una cafeteria.
Aquesta secció compta amb una exposició de mobles, plata, ceràmica i cristalleria, així com exemples de la vida popular i del vestit, diners i armes. Un gerro de porcellana xinesa cap al 1300, el gerro de Fonthill, és una de les atraccions. S'organitzen exposicions especials amb regularitat, en l'estiu de 2007, per exemple, una de les Grans Creus irlandeses.

## Vida Rural

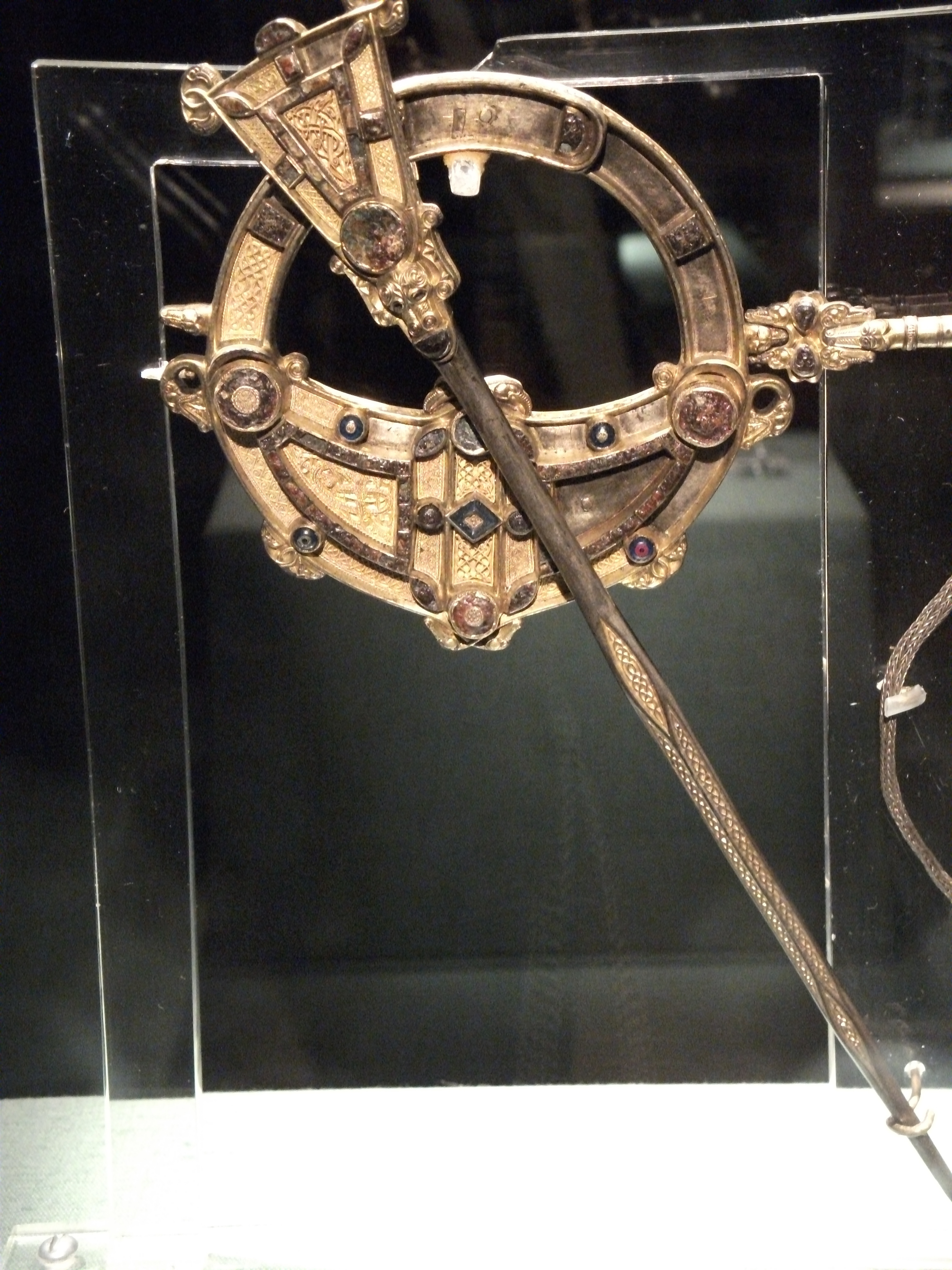
Agulla de pit de Tara, agulla d'estil hibernosaxó exposada permanentment al Museu.

Vida Rural és la part del museu inaugurada més recentment. Es troba just als afores de la vila de Turlough, en la N5 a 8 kilòmetres a l'est de Castlebar, al comtat de Mayo, i va obrir en 2001.
El museu se centra en la vida quotidiana de mitjan segle xix fins a mitjans del segle xx, amb gran part del material procedent de la Irlanda rural en els anys 1930.

## Museu d'Història Natural
El Museu d'Història Natural, que forma part del Museu Nacional encara que sovint considerat com una cosa diferent, és a Merrion Street de Dublín i alberga espècies d'animals de tot el món. La seva col·lecció i l'aparença victoriana no han canviat significativament des de principis del segle xx.